# 斯洛伐克高速公路

斯洛伐克的高速公路路網圖

斯洛伐克的高速公路分為高速公路（斯洛伐克語：diaľnica）和快速公路（斯洛伐克語：rýchlostná cesta）。
這些雙車道中的大部分由國有的斯洛伐克國家高速公路公司管理，該公司成立於2005年。斯洛伐克的第一條現代高速公路應該建於 1930年代。計劃中的高速公路將連接布拉格和斯洛伐克北部。然而，斯洛伐克高速公路的建設直到1970年代才開始。
NDS目前管理和維護499公里（310 英里）的高速公路和 230 公里（143 英里）的快速公路。

## 外部連結
- NDS official web site （页面存档备份，存于）
- Electronic system of vignette （页面存档备份，存于）
- Interactive map of highways （页面存档备份，存于）
- History of highway construction in Slovakia （页面存档备份，存于）